# ایزنا، اوکیناوا
ایزنا، اوکیناوا (به لاتین: Izena, Okinawa) یک منطقهٔ مسکونی در ژاپن است که در استان اوکیناوا واقع شده‌است. ایزنا  ۱٬۷۶۴ نفر جمعیت دارد.